# Thyssenkrupp
Die Thyssenkrupp AG ([ˌtʏsn̩ˈkrʊp], Eigenschreibweise thyssenkrupp) mit Sitz in Essen und Duisburg ist ein börsennotierter, diversifizierter Industriekonzern mit Schwerpunkt in der Stahlverarbeitung und Deutschlands größter Stahlhersteller. Der Konzern entstand 1999 aus der Fusion der Fried. Krupp AG Hoesch-Krupp mit der Thyssen AG.

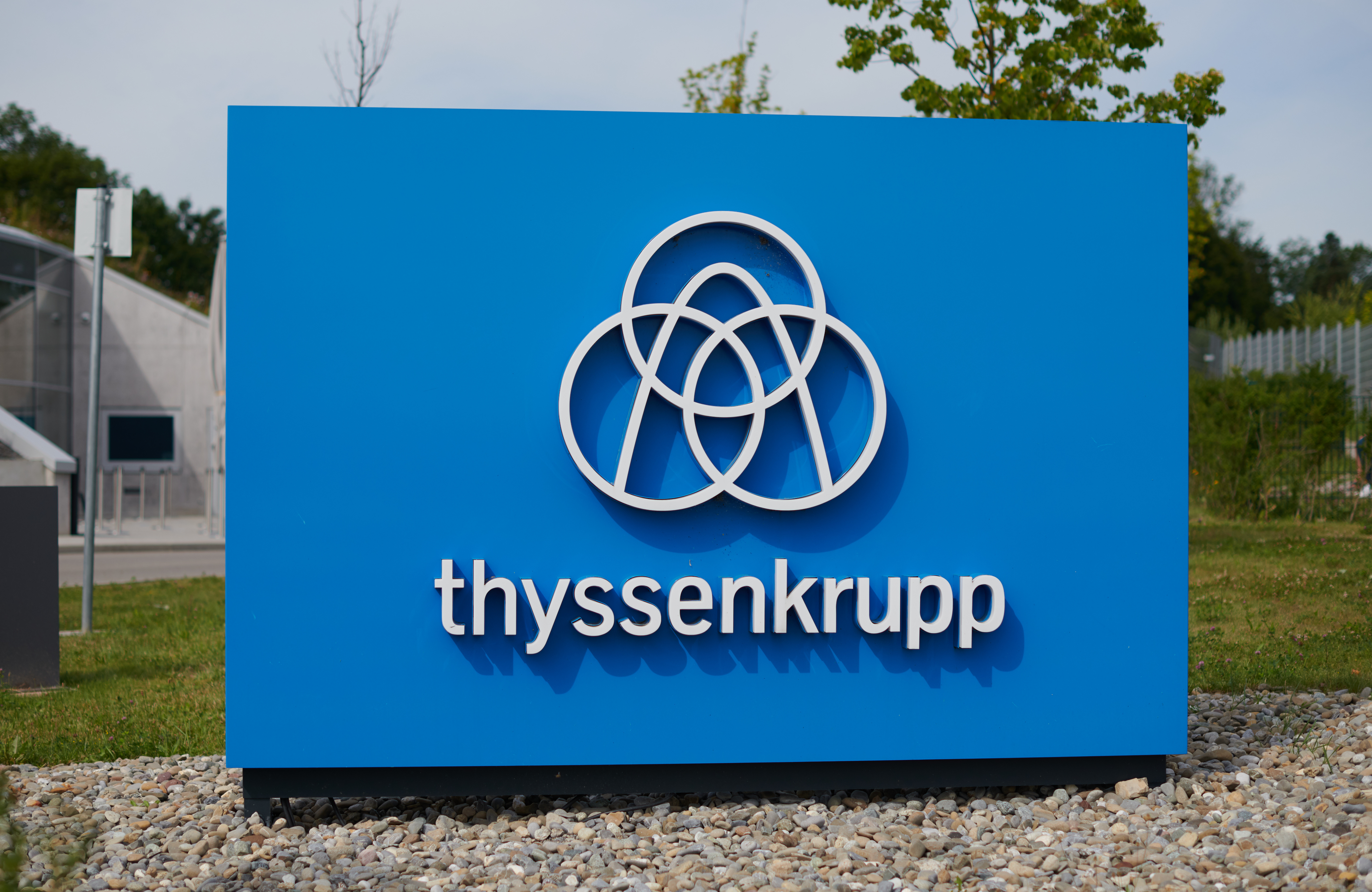
Firmenschild am damaligen Thyssenkrupp Testturm

## Geschichte

### Die Wurzeln von Thyssenkrupp
Seine historischen Wurzeln vereinen fast die gesamte Geschichte der rheinisch-westfälischen Schwerindustrie und damit der Industrialisierung Deutschlands. Der Thyssenkrupp-Konzern geht auf eine Vielzahl von unterschiedlichen Vorgängerunternehmen zurück, die sich vor allem im Zuge der Konsolidierung der Kohlen-, Eisen- und Stahlindustrie zusammengefunden haben. Die Unternehmerpersönlichkeiten der Vorgängerunternehmen prägten im 19. und frühen 20. Jahrhundert wesentlich die deutsche Industriepolitik und nahmen Einfluss auf die deutsche Innen- und Außenpolitik.

### Vorgängerunternehmen

#### Thyssen AG

Logo der Thyssen AG

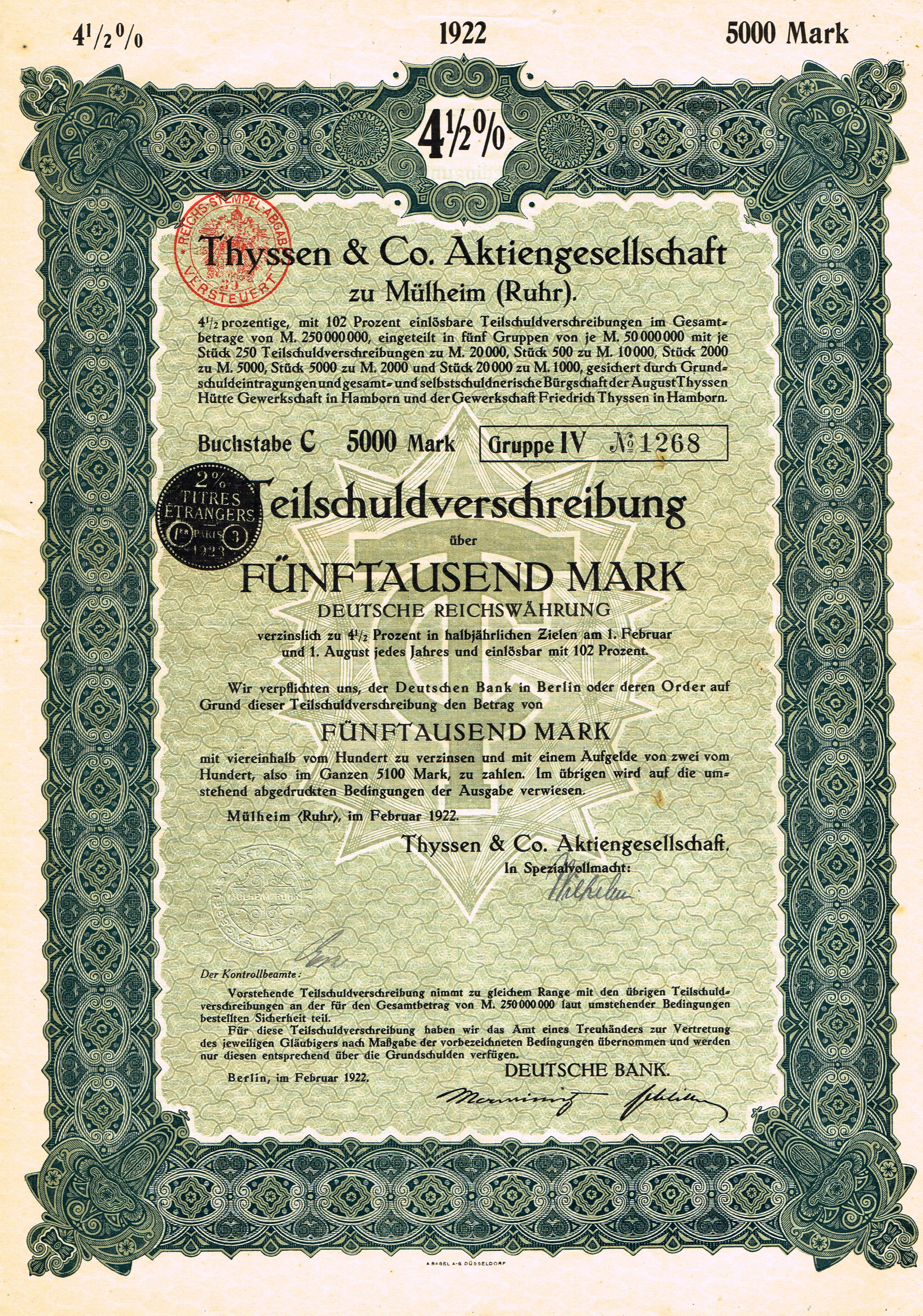
Teilschuldverschreibung über 5000 Mark der Thyssen & Co. AG vom Februar 1922

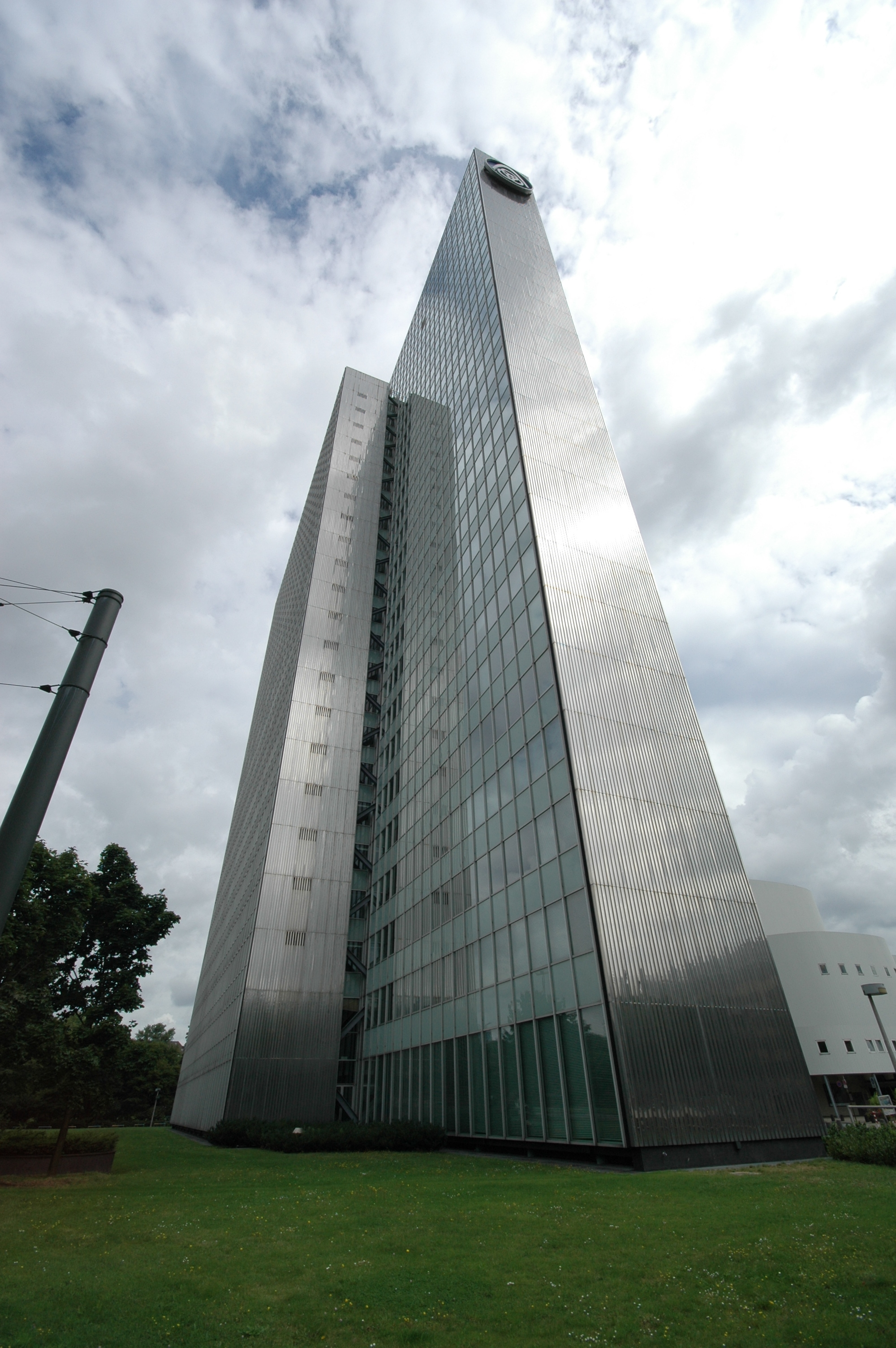
Das Dreischeibenhaus in Düsseldorf, bis Juni 2010 Verwaltungsstandort von ThyssenKrupp

Am 29. September 1891 gab August Thyssen bekannt, zusammen mit seinem Bruder Joseph im Besitz aller Anteile des Steinkohlenbergwerks Gewerkschaft Deutscher Kaiser zu sein. Am 17. Dezember 1891 fand der erste Abstich im neuen Stahlwerk der Gewerkschaft Deutscher Kaiser in Hamborn-Bruckhausen – damals noch nicht zu Duisburg gehörend – statt. Beide Ereignisse des Jahres 1891 gelten später als Gründungsdaten des Thyssen-Konzerns.
Ab 1883 hatte August Thyssen Kuxe (Anteilscheine) der Gewerkschaft Deutscher Kaiser erworben, da das Werk besondere Standortvorteile für seine unternehmerischen Vorstellungen besaß. Der günstige Standort mit eigener Kohlenzeche, Werkshafen am Rhein und Gleisanschluss an das Eisenbahnnetz sicherten die Leistungsfähigkeit des Betriebs. Das Stammwerk der Thyssen Krupp Stahl AG produziert noch heute Stahl an gleicher Stelle. In den folgenden Jahren rationalisierte, modernisierte und erweiterte August Thyssen die Erzeugung von Eisen und Stahl und baute systematisch sowohl Rohstoffbasis (ausländische Erzgruben) als auch Weiterverarbeitung (Schiffbau, Maschinenguss etc.) seiner Unternehmen aus. Dabei achtete er darauf, dass sich die Produkte der neu erworbenen oder gegründeten Unternehmen zu einem vertikalen Verbund ergänzten. In den 1910er Jahren wechselten nach und nach einzelne Holding-Funktionen des 1871 von August Thyssen in Mülheim an der Ruhr gegründeten Unternehmens Thyssen & Co. auf die Gewerkschaft Deutscher Kaiser, in deren Grubenvorstand Augusts Sohn Fritz (1873–1951) schon 1897 gewählt wurde.
Die Anfang des 20. Jahrhunderts einsetzende Internationalisierung des Konzerns fand durch den Beginn des Ersten Weltkriegs ein abruptes Ende. Im Ersten Weltkrieg kam es nach anfänglich rapidem Rückgang zu einer kriegsbedingten Ausweitung der Produktion. In den ersten Jahren der Weimarer Republik gab es Ängste vor einer Verstaatlichung. Das Jahr 1923 war durch die französisch-belgische Ruhrbesetzung und eine Hyperinflation geprägt. August Thyssen verlor zwar nach dem Weltkrieg zahlreiche Auslandsbeteiligungen, verfügte aber im Inland über ein weitgehend funktionsfähiges Unternehmen. Rationalisierungspotenziale und Marktchancen ließen ihn 1925 grundsätzlich der Gründung eines neuen Konzerns zustimmen, dem außer Hoesch, Gutehoffnungshütte, Mannesmann, Klöckner und Krupp alle Montankonzerne des Ruhrgebiets angehörten. Wenige Wochen nach August Thyssens Tod am 4. April 1926 wurden große Teile des Thyssen-Konzerns in die Vereinigten Stahlwerke AG eingebracht. Sein Sohn Fritz Thyssen wurde Aufsichtsratsvorsitzender des neuen Konzerns. Der Anteil der thyssenschen Montanwerke wurde bei Gründung der Vereinigten Stahlwerke AG mit 26 % des Aktienkapitals von nominell 800 Mio. Reichsmark bewertet. Als eine Betriebsgesellschaft der Vereinigten Stahlwerke AG wurde 1934 die August-Thyssen-Hütte AG gegründet. Sie war ein horizontaler Verbund der im Duisburger Raum gelegenen fünf Hüttenwerke der Vereinigten Stahlwerke AG mit den Produktionsschwerpunkten Profilstahl und Halbzeug.
In den Debatten der letzten Jahre im Deutschen Reichstag spielte Thyssen immer wieder eine Rolle. Ein Vorwurf der Sozialdemokraten gegen die Nationalsozialisten war, dass sie von Thyssen finanziert wurden. Mit der nationalsozialistischen Aufrüstungspolitik wurden diese Hüttenwerke zu wichtigen Lieferanten von Vorprodukten für die spätere Kriegswirtschaft.
Offensichtlich gab es keinerlei Konsequenzen für die Verantwortlichen für deren Unterstützung des nationalsozialistischen Systems oder den bewusst gebilligten Einsatz von Zwangsarbeitern. Auf alliierte Anordnung wurde das Unternehmen nach dem Zweiten Weltkrieg liquidiert und 1953 eine (neue) August-Thyssen-Hütte AG mit Sitz in Duisburg gegründet, um ausschließlich die zu großen Teilen demontierte Thyssenhütte wieder in Betrieb zu nehmen. Die anderen Duisburger Hüttenwerke der Vereinigten Stahlwerke AG gingen als rechtlich selbstständige Gesellschaften zunächst eigene Wege, bevor sie in den 1950er und 1960er Jahren wieder in den Verbund der Thyssenhütte zurückkehrten. Hintergrund für die Zersplitterung waren der Erbgang seit 1926 und alliierte Vorgaben zur Entflechtung der deutschen Wirtschaft nach 1945. Grundlage für die erneute Integration des Konzerns war die Errichtung der Fritz Thyssen Stiftung im Jahr 1959, die die Unternehmensanteile von Amélie Thyssen und ihrer Tochter Anita Gräfin Zichy-Thyssen aufnahm. Nur der 1926 in die Vereinigten Stahlwerke AG eingebrachte Thyssensche Bergbau sollte nicht mehr zum alten Konzernverbund zurückkehren.
In den 1950er und 1960er Jahren fand der Ausbau der August-Thyssen-Hütte AG zu einem Stahlkonzern statt. 1954/1955 konzentrierte sich die August-Thyssen-Hütte AG zunächst auf Erwerbungen aus den vertikal vorgelagerten Bereichen Bergbau sowie Steine und Erden, um ihre Rohstoffbasis zurückzuerlangen. Der anschließende horizontale Ausbau der August-Thyssen-Hütte AG durch Übernahme der Aktienmehrheit an der Niederrheinische Hütte AG (1956), der Deutsche Edelstahlwerke AG (1957), der Phoenix-Rheinrohr AG Vereinigte Hütten- und Röhrenwerke (1964) und der Hüttenwerke Oberhausen AG (1968) diente der Diversifizierung. Ihre Produktpalette umfasste Profil- und Flacherzeugnisse in allen Qualitäten bis zum hochlegierten Edelstahl; durch gegenseitige Abstimmung der Produktionsprogramme wurden Rationalisierungsgewinne möglich. Parallel dazu fand eine rasche Vergrößerung der als optimal erachteten Hüttenwerkseinheiten statt. Mitte der 1960er Jahre war die August-Thyssen-Hütte AG der größte europäische Rohstahl-Erzeuger und stand mit seiner Stahlproduktion weltweit an fünfter Stelle.
Ergänzend zur horizontalen Diversifizierung fand seit 1960 die Angliederung einer Handelsorganisation statt, der Handelsunion AG, seit 1969 Thyssen Handelsunion AG. In den folgenden Jahrzehnten wandelte sich die Thyssen Handelsunion AG vom ausschließlichen Stahlhandelsunternehmen zu einem vielseitigen Dienstleister, der sich Mitte der 1990er Jahre auf die Kerngeschäftsfelder Werkstoffe, Industrie- und Gebäudeservice sowie Projektmanagement konzentrierte. In der Endphase der horizontalen Diversifizierung kam es bei der August-Thyssen-Hütte AG zur Spezialisierung durch Kooperation. 1969 vereinbarten Mannesmann AG und August-Thyssen-Hütte AG eine Arbeitsteilung, die sich mit der Kurzformel „Röhren zu Mannesmann, Walzstahl zu Thyssen“ umreißen lässt.

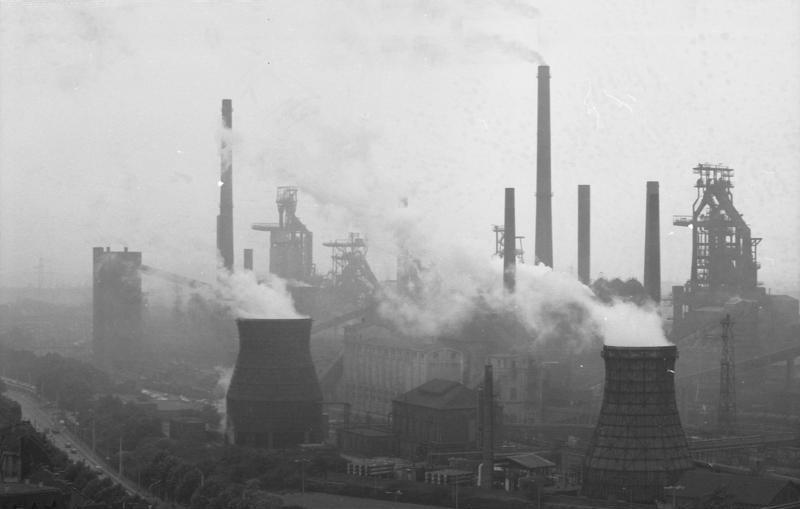
Thyssen-Stahlwerk in Duisburg 1988

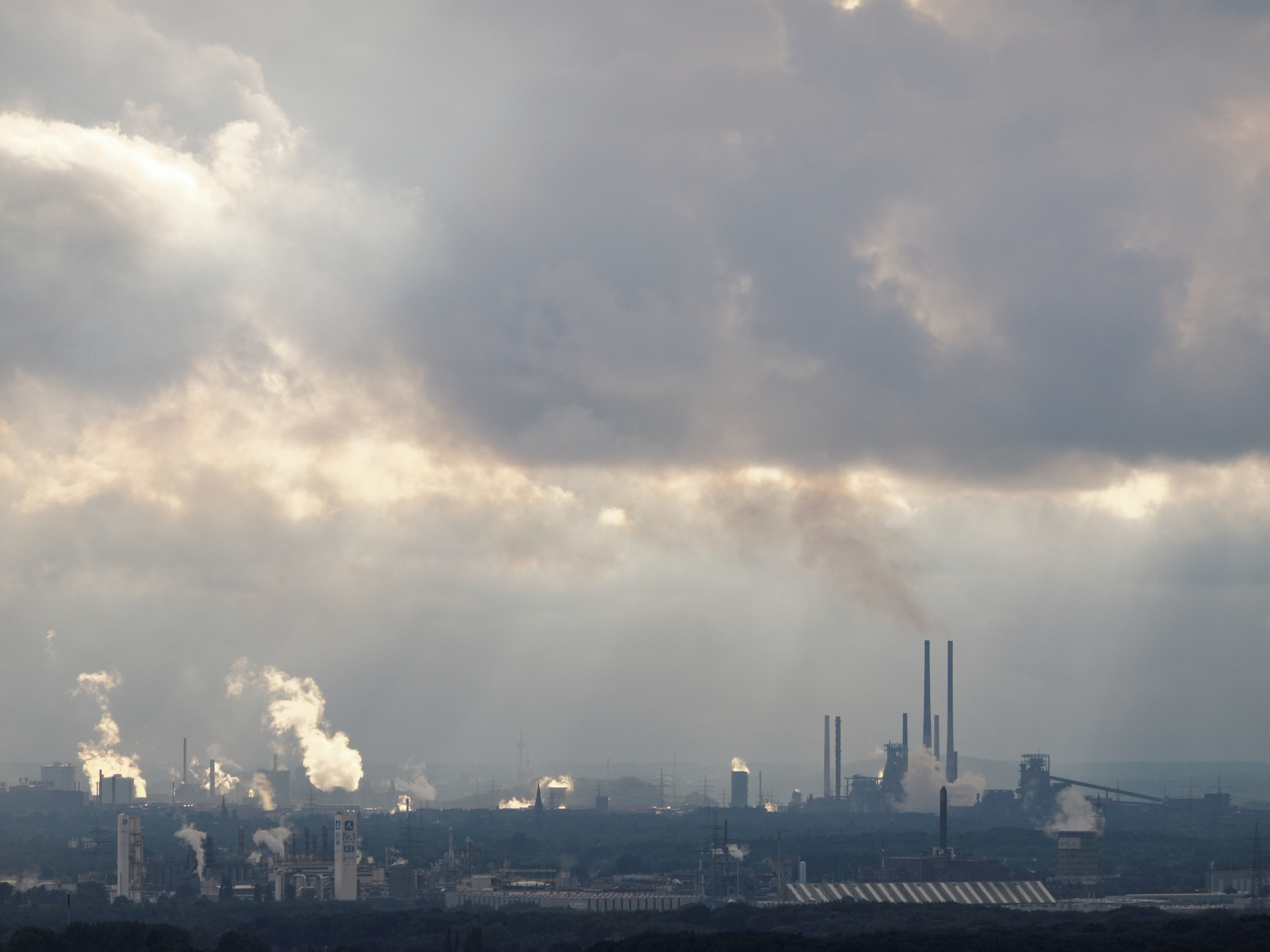
… und 2015, gesehen von der Halde Haniel

Ende der 1960er Jahre war die August-Thyssen-Hütte AG ein monostrukturierter Stahlkonzern. 1972 beschäftigte Thyssen 92.200 Mitarbeiter und erwirtschaftete einen Jahresumsatz von 9,8 Milliarden DM. Die Neuorientierung setzte 1973 mit dem Erwerb der Rheinstahl AG ein, deren Produktionsschwerpunkt in der Weiterverarbeitung lag. Durch diese Angliederung reduzierte die August-Thyssen-Hütte AG ihre Dominanz im Stahlsektor und wurde ein Mischkonzern. Die weit gespannten Aktivitäten der Rheinstahl AG wurden mit den entsprechenden Thyssen-Geschäftsfeldern in den vier neu formierten Unternehmensbereichen Investitionsgüter und Verarbeitung, Handel und Dienstleistungen, Edelstahl sowie Stahl zusammengefasst. Folgerichtig änderte die August-Thyssen-Hütte AG 1977 ihren Namen in Thyssen Aktiengesellschaft vorm. August Thyssen-Hütte.
Die Thyssen AG ging somit auf ein Konglomerat von Einzelunternehmen zurück. Um auch nach außen zu dokumentieren, dass die Rheinstahl AG den Weiterverarbeitungsbereich des Thyssen-Konzerns repräsentierte, wurde diese 1976 in Thyssen Industrie AG umfirmiert. Der Stahlbereich wurde zum 1. April 1983 in die Thyssen Stahl AG ausgegliedert; seitdem konzentrierte sich die Thyssen Aktiengesellschaft vorm. August Thyssen-Hütte ausschließlich auf Aufgaben der Konzernführung. In den folgenden Jahren passte die Thyssen-Gruppe ihre Stahlproduktion dem Markt an und nahm Strukturbereinigungen vor. Zur Konzentration ihrer Aktivitäten definierte die Thyssen-Gruppe 1996 Kerngeschäftsfelder und führte eine Portfolio-Bereinigung durch. Die Fokussierung auf ausgewählte Geschäftsfelder mit gutem Markt- und Ergebnispotenzial diente auch der weiteren Internationalisierung des Konzerns.
In den 1980er Jahren wurden Verhandlungen über einen Zusammenschluss der Thyssen Stahl AG und der Krupp Stahl AG aufgenommen. Die geplante Vereinigung konnte 1983 zwar nicht realisiert werden, man arbeitete in ausgewählten Geschäftsfeldern aber eng zusammen. Die Flachstahlbereiche beider Konzerne wurden 1997 in der ThyssenKrupp Stahl AG zusammengeführt.
Die Thyssen AG war eine der 30 wichtigsten deutschen Aktiengesellschaften, die 1988 an der Deutschen Börse zur Gründung des deutschen Leitindex DAX auserkoren wurde. Am 4. September 2019 beschloss die Deutsche Börse den Abstieg von Thyssenkrupp aus dem DAX in den MDAX mit Wirkung zum 23. September 2019.
Im August 1997 begannen Thyssen und Krupp Gespräche über weitergehende Kooperationen. Die prognostizierten strategischen Chancen und die operativen Synergiepotenziale eines Gesamtzusammenschlusses waren sehr groß. Am 17. März 1999 wurde die ThyssenKrupp AG in das Handelsregister eingetragen.

#### Fried. Krupp AG Hoesch-Krupp
Die Fried. Krupp AG Hoesch-Krupp war 1992 aus der Fried. Krupp AG und der Hoesch AG entstanden: per feindlicher Übernahme der Mehrheit der Hoesch AG durch den Krupp-Konzern. Eine derartige Übernahme geschah damals in Deutschland erstmals; feindliche Übernahmen waren zuvor nur aus dem angelsächsischen Raum bekannt.

### Fusion Thyssen und Krupp-Hoesch

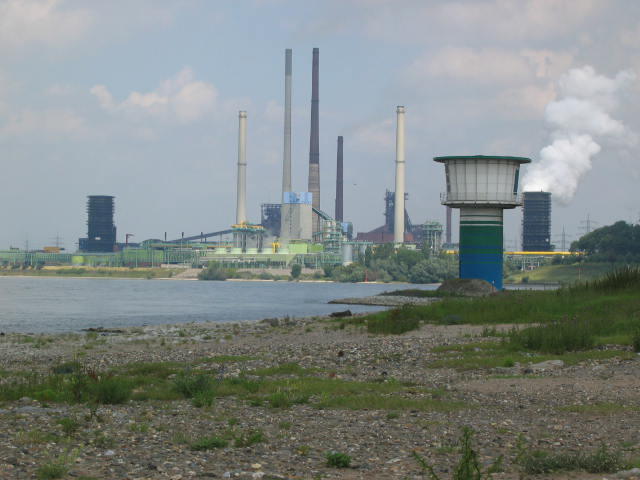
Blick auf das ThyssenKrupp-Gelände bei Duisburg-Bruckhausen

Logo der ThyssenKrupp AG 1999–2015

Mitte März 1997 versuchte die Fried. Krupp AG Hoesch-Krupp in Essen, den wesentlich größeren Thyssen-Konzern in Düsseldorf im Zuge einer feindlichen Übernahme an sich zu binden. Dies war fast erfolgreich, zumindest stand die Finanzierung zum Ankauf der Thyssen-Aktienmehrheit bereit. Durch eine Indiskretion in Düsseldorfer Bankenkreisen wurde das Vorhaben jedoch vor Vollendung ruchbar. Es kam sodann zu Protesten und Demonstrationen der Thyssen-Belegschaft, u. a. von rund 30.000 Arbeitnehmern in Frankfurt am Main vor dem Hauptgebäude der Deutschen Bank. Durch die massiven Proteste führten Krupp-Hoesch und Thyssen Verhandlungen über eine gemeinsame Stahlgesellschaft. Zu betriebsbedingten Kündigungen sollte es nicht kommen, wohl aber zum Abbau von 6.600 der 23.600 bestehenden Arbeitsplätze bis zum Jahr 2001. Nach langen und harten Auseinandersetzungen kam es zur Zusammenlegung der Stahlbereiche in der ThyssenKrupp Stahl AG zum 1. April 1997. Am 1. September 1997 kündigten Vorstände und Aufsichtsräte beider Industriekonzerne am 4. November 1997 ihre Gesamtfusion an. Leiter des Hauptbereichs Roheisentechnologie wurde Peter Schmöle, der bisher die Hoesch-Hochofenwerke geleitet hatte.
An allen diesen Vorgängen hatten sowohl Gerhard Cromme als auch Berthold Beitz maßgeblichen Anteil, auf Thyssen-Seite Dieter H. Vogel, der sich jedoch nicht als neuer Chef für den fusionierten Konzern aufstellen lassen konnte.
Im Vorfeld ihrer Fusion hatten Thyssen und Krupp 1998 bereits ihre Absicht bekundet, in Anknüpfung an die bisherigen Unternehmenstraditionen und angesichts der langen Verbundenheit zu Duisburg und Essen einen Doppelsitz in Duisburg und Essen zu begründen. Die Hauptversammlung des Jahres 2000 von Thyssenkrupp hatte den entsprechenden Beschluss gefasst. Unberührt davon blieb vorerst der Verwaltungsstandort Düsseldorf, der erst 2010 nach Fertigstellung des ThyssenKrupp-Hauptquartiers nach Essen verlagert wurde. In Folge der Fusion hat Thyssenkrupp bis Mitte des Jahres 2000 Akquisitionen mit 3,5 Mrd. Euro und Veräußerungen von Nicht-Kerngeschäftsfeldern mit 2,3 Mrd. Euro Umsatz getätigt.

### Jüngere Geschichte

#### Übernahmekampf um Dofasco

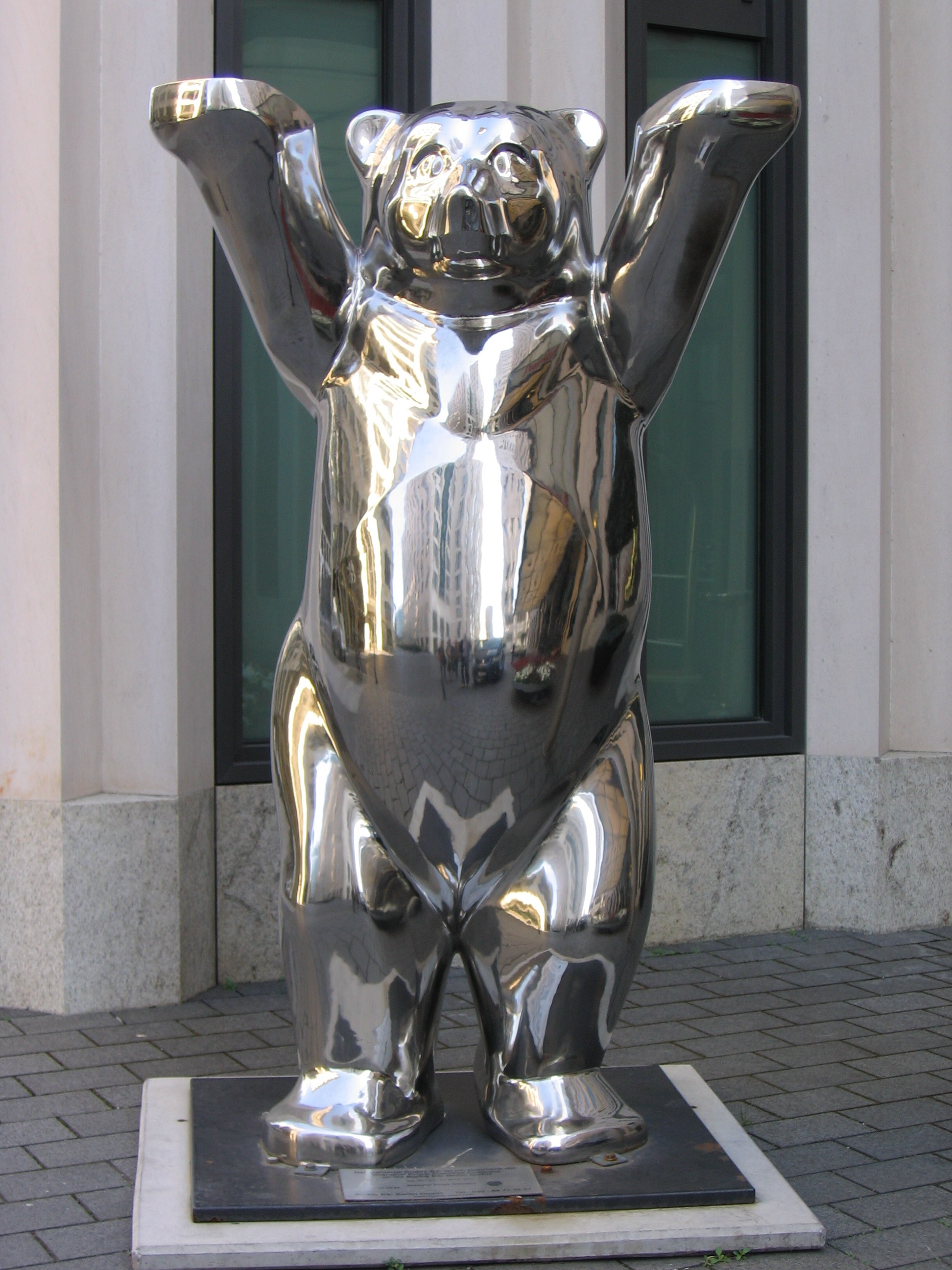
Edelstahl-Buddy Bär am Potsdamer Platz, von Shanghai KruppStainless als Geschenk für die Stadt Berlin gefertigt.

Thyssenkrupp beabsichtigte 2005, den kanadischen Stahlkonzern Dofasco zu übernehmen. Da auch der luxemburgische Konzern Arcelor Interesse an Dofasco zeigte, entfachte sich eine Bieterschlacht, in der Thyssenkrupp zuletzt 68 Euro pro Aktie bot. Arcelor gab daraufhin ein Gebot von 71 Euro pro Aktie ab. Thyssenkrupp verzichtete auf ein höheres Angebot. Der größte Stahlkonzern der Welt, die indisch-niederländische Mittal Steel, legte wiederum ein Kaufangebot für Arcelor vor und vereinbarte gleichzeitig den Weiterverkauf von Dofasco an Thyssenkrupp zu 68 Euro pro Aktie.
Die Anteile an Dofasco wurden von Arcelor jedoch zur Abwehr der feindlichen Übernahme durch Mittal Steel in eine Stiftung ausgegliedert. Diese lehnt bislang (Stand 2014) eine Selbstauflösung ab. Thyssenkrupp versuchte gerichtlich, Mittal zur Auflösung der Stiftung zu zwingen, scheiterte damit aber Ende Januar 2007 vor einem niederländischen Gericht. Die Übernahme von Dofasco durch Thyssenkrupp ist damit gescheitert, eine Revision ist jedoch noch möglich. Thyssenkrupp konzentrierte sich als Alternative auf den Neubau eines Stahlwerks in den USA.

#### Großinvestitionen in den USA und Brasilien
Im Mai 2007 gab Thyssenkrupp bekannt, ein neues Walzwerk mit 2.700 Arbeitsplätzen in Calvert im US-Bundesstaat Alabama zu bauen. Um das neue Werk hatten sich mehrere US-Orte beworben.
Nach dreijähriger Bauzeit wurde am 10. Dezember 2010 das neue Stahl- und Weiterverarbeitungswerk von ThyssenKrupp Steel USA und ThyssenKrupp Stainless USA offiziell eingeweiht. Das Werk war eine der bisher größten ausländischen Investitionen in den USA. Thyssenkrupp investierte in den gesamten Werkskomplex fünf Milliarden US-Dollar, davon 3,6 Milliarden in die Anlagen beim Qualitätsflachstahl und 1,4 Milliarden in den Stainless-Bereich.
2013 wurde das Werk wieder verkauft – siehe unten.
Von September 2006 bis zur Fertigstellung im Juni 2010 wurde in Brasilien für ThyssenKrupp CSA (TKCSA), an der Thyssenkrupp mit 73 % beteiligt ist, ein neues Stahlwerk gebaut. Die Anlage liegt 70 Kilometer westlich des Stadtzentrums von Rio de Janeiro in Santa Cruz an der Bahia da Ilha Grande. Das Werk besteht aus Sinteranlage, zwei Hochöfen, zwei Stranggießanlagen, einer Kokerei sowie eigenem Seehafen und Kraftwerk. Konstruiert wurde die Kokerei durch das chinesische Unternehmen CITIC, obgleich Thyssenkrupp mit der Uhde GmbH über eine auf den Anlagenbau spezialisierte Tochtergesellschaft verfügt. Es war die größte deutsche Auslandsinvestition der vergangenen Jahre in Brasilien.
Thyssenkrupp beauftragte zu Projektbeginn die Unternehmensberatung McKinsey mit einer Machbarkeitsstudie, innerhalb welcher die Gesamtkosten für den Werksbau mit 1,9 Milliarden Euro kalkuliert wurden. Die Bramme Stahl sollte dieser Studie nach um 55 US-Dollar pro Tonne kostengünstiger als in Deutschland produziert werden. Nach Presseberichten investierte Thyssenkrupp Stand 2013 etwa acht Milliarden Euro in das Vorhaben. Die in dem Werk gefertigte Bramme Stahl war um 170 US-Dollar teurer als eine aus deutscher Produktion. Das Werk sollte nach ursprünglichen Planungen fünfeinhalb Millionen Tonnen Stahlbrammen für den Export in die USA und nach Europa pro Jahr produzieren. Bis 2012 war das Werk durch technische Probleme jedoch noch nicht auf volle Last hochgefahren. Laut Geschäftsbericht 2014/15 lag die Produktionsmenge bei vier Millionen Tonnen. In dem Werk sollten zukünftig rund 3500 Menschen arbeiten.
Ende November 2011 sei das ganze Ausmaß der Wertminderungen durch ein Gutachten offengelegt worden, sagte Gerhard Cromme auf der Hauptversammlung im Januar 2012. Beim Bau des Werks wurden die prognostizierten Kosten um den Faktor vier übertroffen. Thyssenkrupp nahm Abschreibungen in Höhe von fast zwei Milliarden Euro auf das Stahlgeschäft in Brasilien vor und wies im Geschäftsjahr 2010/2011 einen Verlust von 1,8 Milliarden Euro aus.
Ekkehard Schulz, Vorstandsvorsitzender (von 1999 bis Januar 2011) und dann Aufsichtsrat, welcher die Entscheidung für den Werksbau maßgeblich zu verantworten hatte, trat zum Ende des Jahres 2011 von seinem Aufsichtsratsposten zurück. Das Werk in Brasilien wurde 2013 zum Verkauf angeboten und Anfang 2017 für 1,5 Milliarden Euro von dem argentinischen Stahlkonzern Ternium übernommen.
Die kleinere Edelstahl-Sektion des Stahlwerks in den USA wurde 2012 zusammen mit den übrigen Edelstahl-Aktivitäten von ThyssenKrupp 2012 an das finnische Unternehmen Outokumpu verkauft.
Die größere verbleibende Kohlenstoffstahl-Sektion des US-Stahlwerks wurde im Februar 2014 für 1,5 Mrd. Dollar an ein Konsortium aus ArcelorMittal und Nippon Steel verkauft.

#### Restrukturierungen ab 2011
In einer Pressemitteilung vom 13. Mai 2011 kündigte Thyssenkrupp eine Reihe von Restrukturierungsmaßnahmen an. Im Rahmen seiner neuen Strategie plante Thyssenkrupp verschiedene Desinvestitionen und neue strategische Ausrichtungen für einzelne Bereiche.
Dabei wurden folgende Maßnahmen angekündigt:
- Verkauf der ThyssenKrupp Umformtechnik an den spanischen Automobilzulieferer Gestamp[25]
- Verkauf von ThyssenKrupp Xervon an Remondis[26]
- Herauslösung der Edelstahlsparte von ThyssenKrupp Stainless aus dem Konzern, Umbenennung in Inoxum[27] und Verkauf an den finnischen Stahlkonzern Outokumpu[28] gegen eine Beteiligung von 29,9 %.
- Verkauf der zivilen Sparte von Blohm + Voss an den britischen Finanzinvestor Star Capital Partners.[29] Nach dem Verkauf im Dezember 2011 verblieb nur der Marineschiffbau bei ThyssenKrupp (ThyssenKrupp Marine Systems).
- Verkauf von ThyssenKrupp Tailored Blanks an die chinesische Wuhan Iron and Steel Corporation[30]

Am 5. Dezember 2012 gab das Unternehmen die Auswechslung von gleich drei Top-Managern aus der Vorstandsetage bekannt. Laut Presseberichten zogen Vorstandschef Heinrich Hiesinger und der Aufsichtsrat mit der Entlassung von Jürgen Claassen, Edwin Eichler und Olaf Berlien die Konsequenzen aus einem Milliarden-Verlust bei zwei Stahlwerken in Übersee und aus diversen Kartell- und Korruptionsdelikten.
Im März 2013 teilte Thyssenkrupp mit, der Aufsichtsratsvorsitzende Gerhard Cromme werde zurücktreten.
2013 stellte Thyssenkrupp zwei seiner Stahlwerke zum Verkauf, da diese Verluste einfuhren. Fehlinvestitionen von 3,4 Milliarden Euro waren zu verzeichnen. Es handelte sich dabei um das Stahlwerk ThyssenKrupp CSA in Brasilien und das Walzwerk in Calvert, Alabama (vgl. dazu die beiden Abschnitte oben). Deutsche Werke stünden nicht zum Verkauf.
Das Stahlwerk in Alabama wurde im November 2013 von einem Joint Venture der Konkurrenten ArcelorMittal und Nippon Steel-Sumitomo Metal Industries erworben. Das Stahlwerk in Brasilien wurde im Februar 2017 für rund 1,5 Milliarden Euro von dem südamerikanischen Stahlhersteller Ternium übernommen. In Medienberichten wird der Verlust für Thyssenkrupp aus dem Engagement in den USA und in Brasilien auf acht Milliarden Euro beziffert, dies sei eine „der größten Fehlinvestitionen der deutschen Industriegeschichte“.
Am 17. April 2015 teilte Thyssenkrupp mit, dass die VDM Metals GmbH, die der Konzern Ende Februar 2014 von Outokumpu übernommen hatte, an den Finanzinvestor Lindsay Goldberg Vogel verkauft werde. Der Verkauf wurde am 31. Juli 2015 formell abgeschlossen.
Thyssenkrupp tritt seit November 2015 mit einer neuen und weltweit einheitlichen Dachmarke auf.

#### Materials Services
Die Sparte der Business Area Materials Services konzentriert sich auf den weltweiten Handel mit Werk- und Rohstoffen und Dienstleistungen im Bereich Supply-Chain-Management. Im Geschäftsjahr 2015/2016 war Materials Services mit einem Umsatz von 11,88 Milliarden Euro der umsatzstärkste Bereich des Unternehmens. Im Zuge der Digitalisierung der Wertschöpfungskette bei Thyssenkrupp wurde bei Materials Services ein Digital Transformation Office gegründet, welches Pilotprojekte im Bereich Digitalisierung betreut. Im April 2016 wurde so etwa unter dem Namen materials4me ein Online-Shop eröffnet, der erstmals auch Kleinmengen für Endkunden sowie Forschungs- und Bildungseinrichtungen anbietet.

#### Nicht realisierte Pläne und Abspaltung Aufzugssparte
Am 20. September 2017 gab das Unternehmen bekannt, die europäischen Stahlaktivitäten mit Tata Steel in einem Joint Venture zusammenschließen zu wollen. Nach erfolgter Fusion sollte der Konzernsitz nach Amsterdam in die Niederlande verlagert werden und der künftige Konzernname thyssenkrupp Tata Steel B.V. lauten. Am 30. Juni 2018 hatten thyssenkrupp und Tata Steel einen bindenden Vertrag zur Schaffung des neuen Joint Ventures unterschrieben. Nach einem Gespräch mit der EU-Wettbewerbskommission am 10. Mai 2019 gingen Thyssenkrupp und Tata Steel davon aus, dass das geplante Joint Venture aufgrund von Bedenken seitens der Kommission nicht zustande kommen kann und sagten den Zusammenschluss ab. Am 11. Juni 2019 veröffentlichte die EU-Kommission ihre Entscheidung, die geplante Fusion wegen Wettbewerbsbedenken nicht zu genehmigen.
Am 27. September 2018 gab der Thyssenkrupp-Vorstand die Absicht bekannt, den Konzern in die zwei Unternehmensteile thyssenkrupp Materials AG und thyssenkrupp Industrials AG aufzuspalten. Am 10. Mai 2019 verlautete vom Vorstand, diesen Plan nicht weiter zu verfolgen. Stattdessen sollte eine Holdingstruktur geschaffen und einzelne Geschäftsfelder wie die Aufzugsparte Elevator Technology an die Börse gebracht werden.
Am 27. Februar 2020 verkaufte Thyssenkrupp seine Aufzugsparte TK Elevator für 17,2 Milliarden Euro an ein Konsortium um Advent International, Cinven und die RAG-Stiftung.

### Weitere Veräußerungen
Am 29. Juli 2021 wurde bekanntgegeben, dass das Mining-Geschäft an das dänische Unternehmen FLSmidth verkauft wird.
Am 26. August 2021 des Weiteren den Verkauf des Geschäftsfeldes Thyssenkrupp Infrastructure an den Investor FMC Beteiligungs KG.
Am 23. Mai 2024 stimmte der Aufsichtsrat dem Verkauf von 20 Prozent des Stahlgeschäftes an die Investmentgruppe  EP Corporate Group (EPCG) des tschechischen Unternehmers Daniel Křetínský zu. Der Vorstand hatte darüber Ende April 2024 eine grundsätzliche Einigung mit EPCG erzielt.

## Konzernstruktur und Kennzahlen

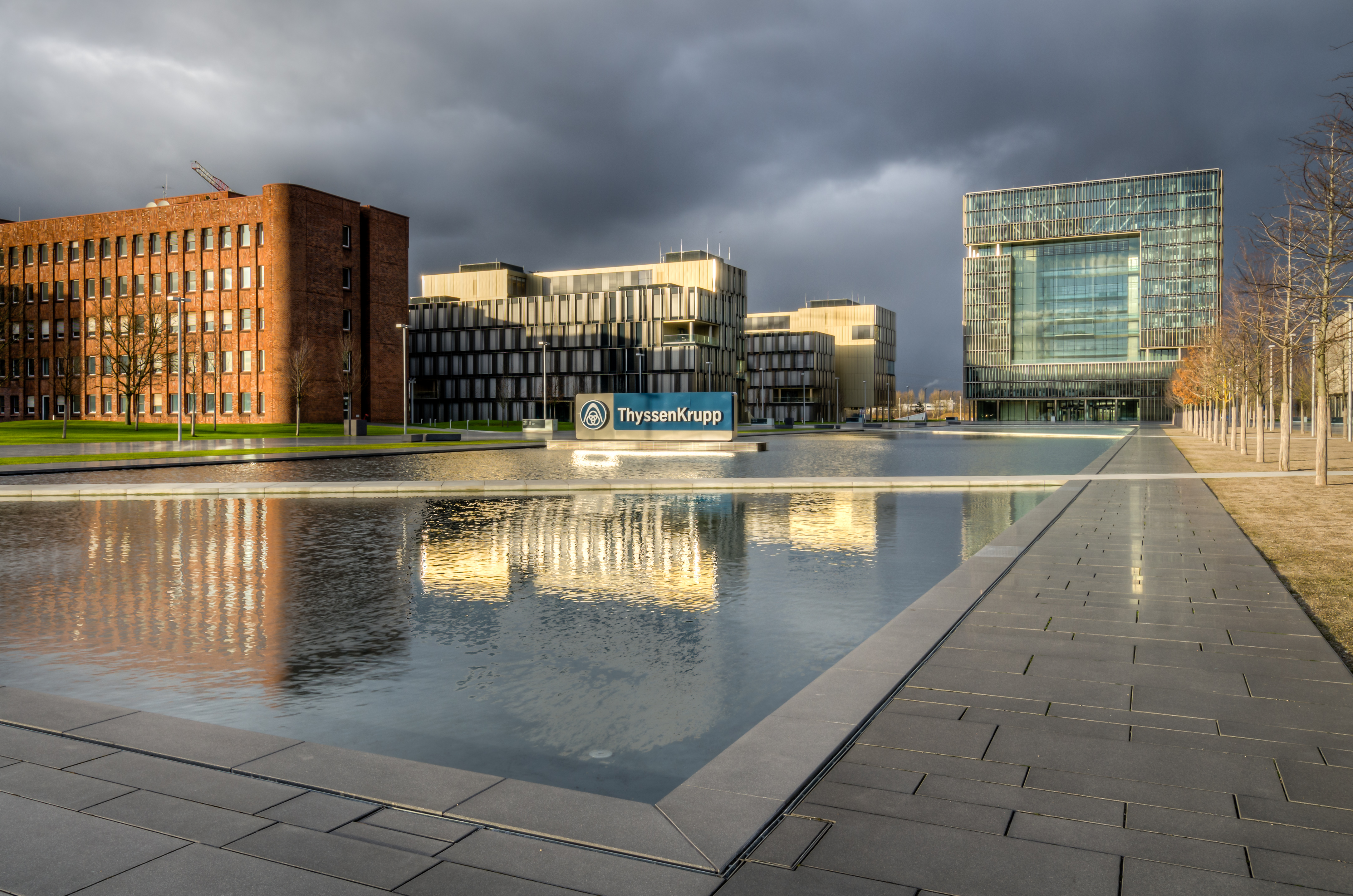
ThyssenKrupp-Hauptquartier 2013

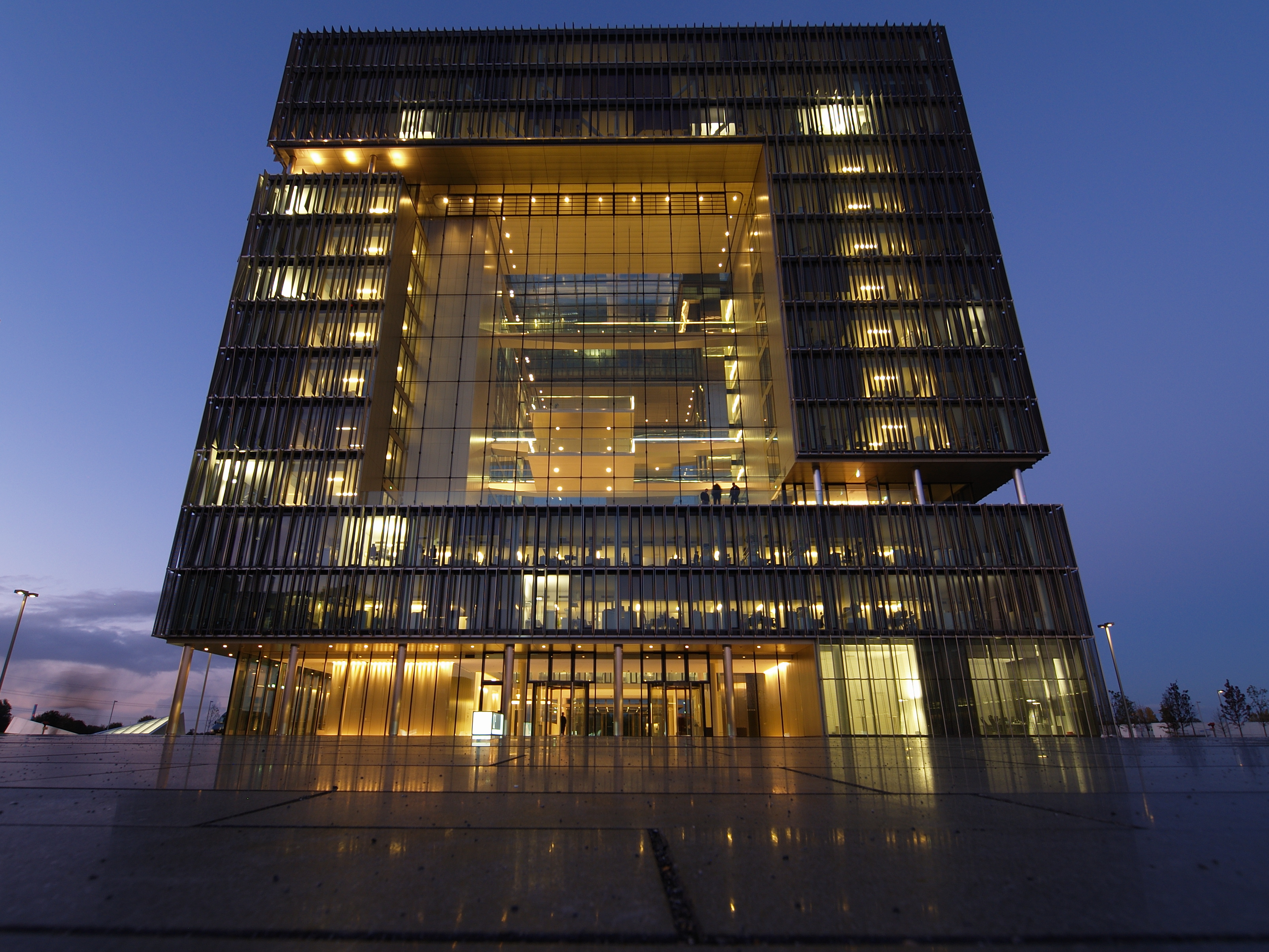
Gebäude Q1, Konzernzentrale von ThyssenKrupp, in Essen

Thyssenkrupp ist ein diversifizierter Industriekonzern und arbeitet in fünf Geschäftsfeldern (Stand 2024)
|                       |                       |                       |                       |                       |                       |  |  |                       |                       |                       |                       |                       |                       | Thyssenkrupp |  |                    |                    |                    |                    |                    |                    |  |  |                     |                     |                     |                     |                     |                     |  |  |                |                |                |                |                |                |
|                       |                       |                       |                       |                       |                       |  |  |                       |                       |                       |                       |                       |                       |              |  |                    |                    |                    |                    |                    |                    |  |  |                     |                     |                     |                     |                     |                     |  |  |                |                |                |                |                |                |
|                       |                       |                       |                       |                       |                       |  |  |                       |                       |                       |                       |                       |                       |              |  |                    |                    |                    |                    |                    |                    |  |  |                     |                     |                     |                     |                     |                     |  |  |                |                |                |                |                |                |
| Automotive Technology | Automotive Technology | Automotive Technology | Automotive Technology | Automotive Technology | Automotive Technology |  |  | Decarbon Technologies | Decarbon Technologies | Decarbon Technologies | Decarbon Technologies | Decarbon Technologies | Decarbon Technologies |              |  | Materials Services | Materials Services | Materials Services | Materials Services | Materials Services | Materials Services |  |  | Steel Europe (80 %) | Steel Europe (80 %) | Steel Europe (80 %) | Steel Europe (80 %) | Steel Europe (80 %) | Steel Europe (80 %) |  |  | Marine Systems | Marine Systems | Marine Systems | Marine Systems | Marine Systems | Marine Systems |

| Geschäfts- jahr | Mit- arbeiter | Umsatz in Mio. € | Ergebnis nach Steuern in Mio. € | Bilanzsumme in Mio. € |
| --------------- | ------------- | ---------------- | ------------------------------- | --------------------- |
| 2012/2013       | 156.856       | 38.559           | −1.589                          | 35.304                |
| 2013/2014       | 160.745       | 41.304           | 9                               | 36.045                |
| 2014/2015       | 154.906       | 42.778           | 229                             | 35.694                |
| 2015/2016       | 156.487       | 39.263           | 261                             | 35.072                |
| 2016/2017       | 158.739       | 41.447           | 271                             | 35.048                |
| 2017/2018       | 161.096       | 42.745           | −250                            | 33.868                |
| 2018/2019       | 162.372       | 41.996           | −304                            | 39.489                |
| 2019/2020       | 103.598       | 28.899           | −5.549                          | 38.614                |
| 2020/2021       | 101.000       | 34.015           | −109                            | 39.580                |
| 2021/2022       | 96.494        | 41.140           | 1.127                           | 40.123                |
| 2022/2023       | 99.981        | 37.536           | −2.072                          | 35.356                |
| 2023/2024       | 98.120        | 35.041           | −1.507                          | 31.060                |

In den Kennzahlen zum Geschäftsjahr 2019/2020 ist erstmals die zum 31. Juli 2020 veräußerte Aufzugsparte (Umsatz 2018/2019: rund 8 Mrd. EUR, rund 53.000 Mitarbeiter am 30. September 2019) nicht mehr enthalten.

## Aktionärsstruktur und Börse
| Anteil  | Anteilseigner (Stand: 20. November 2018)             |
| ------- | ---------------------------------------------------- |
| 20,93 % | Alfried Krupp von Bohlen und Halbach-Stiftung (AKBH) |
| 7,9 %   | Cevian Capital                                       |
| 5,05 %  | Harris Associates                                    |
| 3,14 %  | Republik Singapur                                    |

Das Grundkapital der Gesellschaft ist aufgeteilt in rund 623 Millionen Stückaktien. Die Anteile der Krupp-Stiftung werden als Festbesitz angesehen, die übrigen rund 79 % gelten als Streubesitz. Aktionäre mit meldepflichtigen Anteilen siehe Tabelle:
Mit der Kapitalerhöhung vom 3. Dezember 2013 reduzierte sich der Anteil der Krupp-Stiftung auf unter 25 %, womit die Sperrminorität entfiel, mit der sie unter anderem feindliche Übernahmeversuche verhindern konnte. Neu eingetreten ist der skandinavische Investor Cevian Capital, der mehr als die Hälfte der neu ausgegebenen Aktien erwarb und zweitgrößter Anteilseigner nach der Krupp-Stiftung wurde. Im November 2021 trennte sich Cevian Capital jedoch von rund der Hälfte seiner bisher gehaltenen Anteile an thyssenkrupp. Der Anteil Cevians schrumpfte von 15,08 % auf nur noch etwa 7,9 %.

## Beteiligung an Kartellen

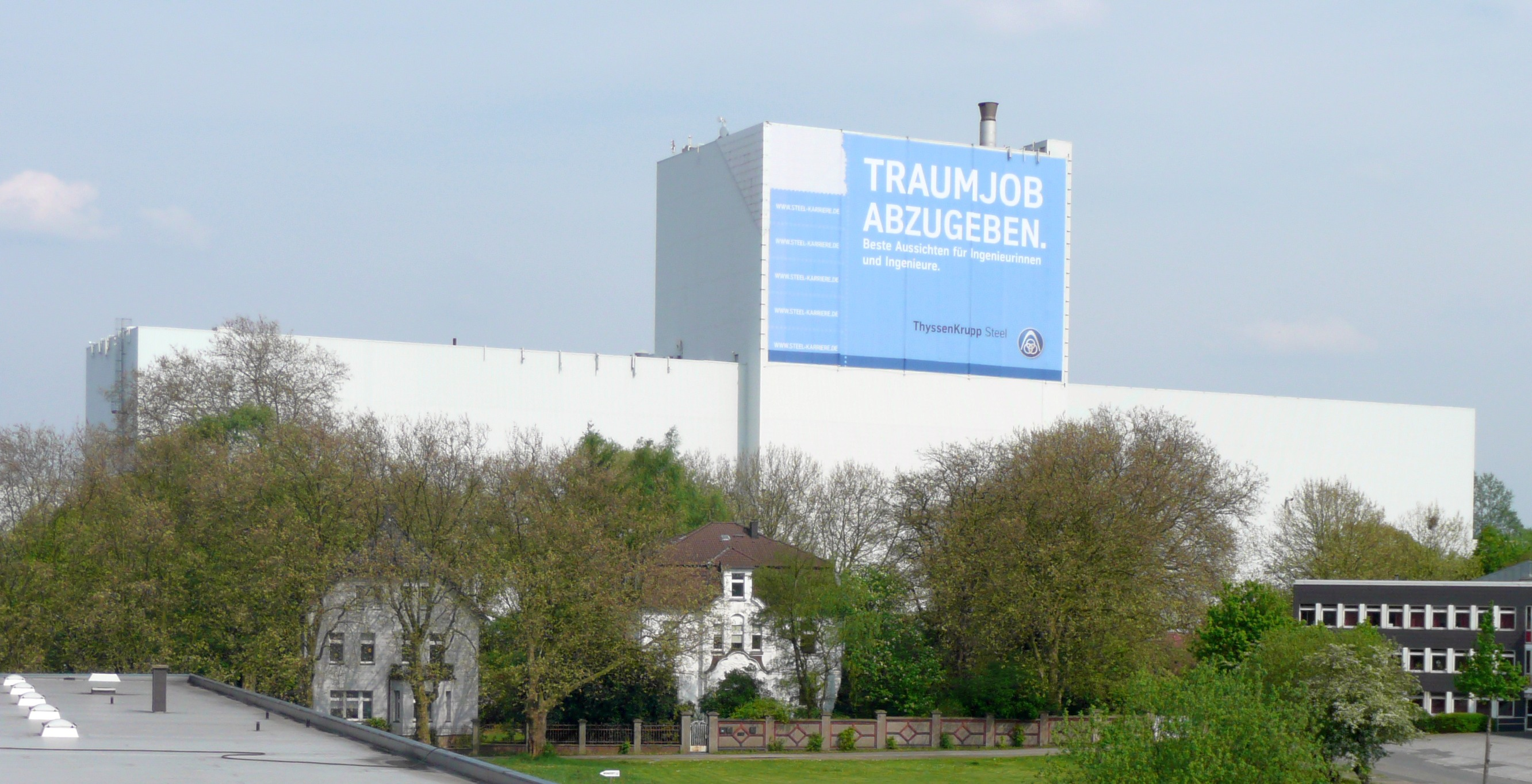
ThyssenKrupp in Bochum an der Bundesautobahn 40

Das Unternehmen war mehrfach an Kartellen beteiligt.
In den 1970er Jahren waren Thyssen und Krupp am Edelstahlkartell beteiligt.
Gegen fünf große Hersteller von Aufzügen, unter anderem ThyssenKrupp Elevator, verhängte die EU-Kommission 2007 eine Strafe in Höhe von 992 Millionen Euro. Die Unternehmen hatten Preisabsprachen getroffen und damit gegen das Kartellrecht verstoßen. ThyssenKrupp Elevator musste 479,7 Millionen Euro, Otis 225 Millionen, Kone 142 Millionen, Schindler 143,7 Millionen und eine Mitsubishi-Tochter 1,8 Millionen Euro bezahlen. Dies war die bis dahin höchste Strafe, die die EU-Kommission verhängte (Liftkartell). Die Strafe gegen ThyssenKrupp wurde später auf 319,78 Mio. € reduziert.
Anfang Juli 2012 verhängte das Bundeskartellamt gegen Thyssenkrupp wegen der Beteiligung am Kartell „Schienenfreunde“ ein Bußgeld von 103 Millionen Euro.
Ende Februar 2013 durchsuchten Ermittler des Bundeskartellamts Büros und Privaträume von Thyssenkrupp-Mitarbeitern wegen vermuteter Preisabsprachen für Autostahl. Die Ermittlungen wurden durch eine anonyme Anzeige ausgelöst.

## Kritik

### Vermeidung der EEG-Umlage
Thyssenkrupp führte über Jahre Umlagen nach dem Erneuerbare-Energien-Gesetz (EEG) nicht ab. Thyssenkrupp griff dabei auf ein sogenanntes Scheibenpachtmodell zurück, das eine Gesetzeslücke ausnutzt, um die EEG-Umlage zu umgehen.

### Russland-Sanktionen
2022: Nach dem russischen Überfall auf die Ukraine befand sich die Thyssenkrupp AG entsprechend der Art ihres Engagements in Russland in der Gruppe F der Yale-Liste von Wirtschaftsunternehmen, Liste für Deutschland: Gruppe F: Defying Demands for Exit or Reduction of Activities. Companies that are just continuing business-as-usual in Russia. (Widerstand gegen Forderungen nach einem Ausstieg oder der Reduzierung von Aktivitäten. „Die Geschäfte in Russland gehen ihren normalen Gang“.) Im Juli 2023 befand sich Thyssen in Gruppe C: Companies that are scaling back some significant business operations but continuing some others... (Unternehmen, die einige wichtige Geschäftsbereiche zurückfahren, andere aber weiterführen...).

### Brand in Thyssenkrupp-Werk in Turin 2007
Sieben Menschen starben 2007 beim Brand in einem Thyssenkrupp-Werk in Turin. Das Feuer und eine Explosion richteten in dem Werk am 6. Dezember 2007 großen Schaden an, die sieben Opfer starben an schweren Verbrennungen. Die Anklage warf dem Unternehmen bewusste Fahrlässigkeit und fehlende Investitionen in den Brandschutz vor. Ein in Italien 2016 verurteilter deutscher Manager muss deshalb für fünf Jahre in Haft. Das Bundesverfassungsgericht nahm seine Beschwerde 2023 nicht an. An der persönlichen Verantwortlichkeit des Managers für den Brand besteht laut Verfassungsgericht kein Zweifel.

### Bestechung und Interessenkonflikte
ThyssenKrupp steht im Verdacht, bei Geschäften in Israel, der Türkei, Südafrika und auch in Pakistan, wo der Deal jedoch nicht zustande kam, in Korruption verwickelt zu sein. In Griechenland wurde der Verteidigungsminister Akis Tsochatzopoulos zu einer Gefängnisstrafe verurteilt, weil er Bestechungsgelder von einem Konsortium angenommen hatte, dem auch ThyssenKrupp angehörte.

### Andauernde Geschäftsbeziehungen im Israel-Gaza-Konflikt
Mitte 2025 stieß der norwegische Pensionsfonds Kommunal Landspensjonkasse (KLP) seine Anteile an Thyssenkrupp ab. Grund sei eine „Mitschuld“ des Konzerns an Menschenrechtsverstößen im Krieg in Israel und Gaza seit 2023 und der Siedlungspolitik im Westjordanland durch andauernde Geschäftsbeziehungen mit Israel.

## Dokumentarfilm
- ARD: Thyssen Krupp – Niedergang des einstigen Vorzeigekonzerns. 2020